# HD 129445
HD 129445 — звезда, которая находится в созвездии Циркуль на расстоянии около 220 световых лет от нас. Вокруг звезды обращается, как минимум, одна планета.

## Характеристики
HD 129445 относится к классу жёлтых карликов — звёзд главной последовательности, к которым принадлежит и наше Солнце. Масса звезды приблизительно равна массе Солнца. Спектральный анализ показал, что в её химическом составе достаточно много тяжёлых элементов.

## Планетная система
В 2010 году командой астрономов в рамках программы поиска планет на телескопе им. Магеллана было объявлено об открытии планеты HD 129445 b в системе. Она представляет собой типичный газовый гигант, который обращается по вытянутой эллиптической орбите на среднем расстоянии 2,9 а. е. от родительской звезды. Год на ней длится около 1840 суток. Открытие было совершено методом Доплера.